# ポンソーガント高原

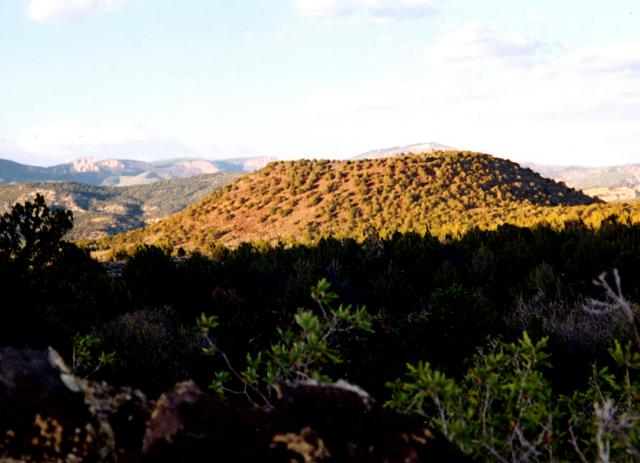
ボールド・ノール。 ポンソーガント高原の南部にある小火山

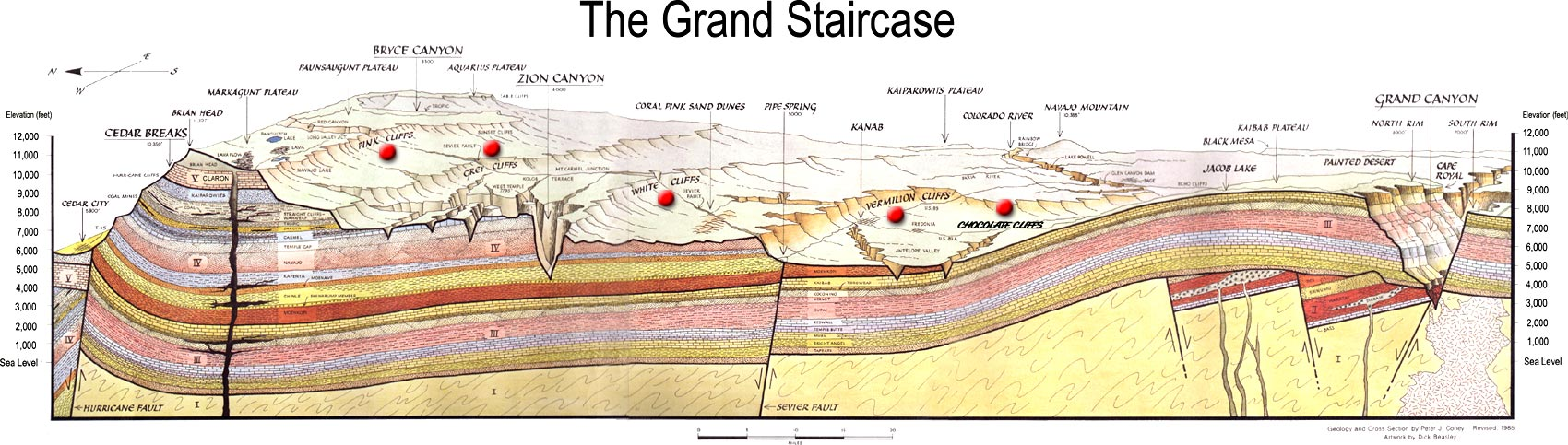
ポンソーガント高原とその周辺（一番左の赤印の上付近がポンソーガント高原）

ポンソーガント高原 (Paunsaugunt Plateau) は、アメリカ合衆国のユタ州ガーフィールド郡に位置する高原。
1000万年から1500万年前にコロラド高原の一部が隆起し、さらに開析（台地が川に浸食され、無数の谷が生まれる現象）作用がはたらいて現在のすがたになった。標高は2100mから2800m。ここから約40km南のスヴィア高原より16km2ほど広い。
高原は広大なディクシー国有林の一部となっており、イーストフォーク・セヴィア川が北へ流れ、その主要な支流であるセヴィア川も西の谷沿いに流れている。また、東部にはエスカランテ川が流れ、グレートベースンの南東端として知られる。高原東側のブライスキャニオン国立公園は、奇妙な形の土柱からなる。
年間およそ5mの積雪があり、半年間は地面が凍結する。またシーニックバイウェイのユタ州12号線が通る。